# Городской музей Карлсруэ
Городской музей Карлсруэ (нем. Stadtmuseum Karlsruhe) — музей в баден-вюртембергском городе Карлсруэ, рассказывающий об истории и культуре города; с 1981 года он располагается в культурном центре в бывшем дворце принца Макса — с 1998 года, после переезда из дворца Городской галереи, весь первый этаж используется для постоянной экспозиции городского музея.